# Henriette Hanke
Henriette Wilhelmine Hanke, född Arndt den 24 juni 1785 i Jauer i nedre Schlesien, Preussen (nuvarande Jawor i Polen), död där den 15 juli 1862, var en tysk författarinna.
Henriette Arndt gifte sig 1814 med predikanten Gottfried Heinrich Carl Hanke i Dyhernfurth (nuvarande Brzeg Dolny i Polen) och blev änka 1819. Hon skrev en mängd romaner och berättelser, som i Sämmtliche Schriften (1841–1856) upptar 126 band. I Nordisk familjeboks första upplaga heter det: "Hennes romaner karakteriseras af någonting visst nyktert och hemmagjordt, uppblandadt med en något sjuklig känslosamhet. Hennes skildringar af alldagliga situationer och karakterer äro emellertid träffande."